# Non si deve profanare il sonno dei morti
Non si deve profanare il sonno dei morti (conosciuto anche col titolo Da dove vieni?) è un film del 1974 diretto da Jorge Grau.

## Trama
In Inghilterra, nella regione di Manchester, il ministero della sanità permette l'uso degli ultrasuoni per eliminare i parassiti che rovinano i raccolti. La tecnica sembrerebbe funzionare ma qualcosa va storto e inizia a sprigionarsi una epidemia di zombie. La polizia locale indaga ma pare brancolare nel buio. George ed Edna, due hippie di passaggio, riescono a risolvere il mistero ma sono sospettati dalle autorità come responsabili della catastrofe.

## Produzione
Il produttore Amati contattò Grau affinché realizzasse un lungometraggio ispirato a La notte dei morti viventi di George Romero. Il regista spagnolo aveva già lavorato in Italia, affiancando Sergio Leone come assistente alla regia.
Nonostante si tratti di una produzione italo-iberica, il film è girato nei dintorni di Windermere (Cumbria), nel distretto di Peak e nella città metropolitana di Manchester.

## Distribuzione
Uscito nelle sale cinematografiche europee nel 1974, fu, successivamente, esportato negli USA dove venne proiettato nei drive-in, insieme al cult L'ultima casa a sinistra.
È stato riproposto in formato home video ed è presente in streaming sulla piattaforma Prime Video.

## Accoglienza
Paolo Mereghetti, nel suo dizionario omonimo, commenta il lungometraggio come un «divertente horror post-romeriano, con risibile messaggio ecologico».
La rivista Sentieri Selvaggi recensisce il film come un «piccolo classico del filone “zombie”».

## Riconoscimenti
- 1974 – Festival del Cinema di Sitges
  - Miglior regista
  - Migliore attrice protagonista

- ? – Medallas del Círculo de Escritores Cinematográficos
  - Miglior regista

## Eredità
- Per il fake trailer di Grindhouse, Don't, il regista Edgar Wright ha ammesso di essersi ispirato al titolo americano (Don't open the Window) e al font del film di Grau.[4]